# Agnes Håkonsdotter
Agnes Håkonsdotter var en utomäktenskaplig dotter till kung Håkon Magnusson av Norge. Vem hennes mor var är inte längre känt. Agnes gifte sig omkring 1302 med riddaren Hafthor Jonsson, vilket omnämns i Annales regii. De fick barnen Jon och Sigurd Hafthorsson.